# San Juan de Rioseco
San Juan de Rioseco es un municipio colombiano del departamento de Cundinamarca, ubicado en la Provincia de Magdalena Centro, de la cual es la capital. Se encuentra a 117 km de Bogotá, y a una altitud de 1303 m s. n. m.

## Toponimia

### Origen lingüístico[3]
- Familia lingüística: Indoeuropea / Afroasiática
- Lengua: Latín / Hebreo

### Significado
San es una expresión que proviene de la voz latina sanctus, que nombra lo sagrado, variación de sancio “inviolable”. El nombre Juan viene del latín Ichannes y del hebreo yehohanan, yohanan y significa "Yahvé es benéfico", "Yahvé es misericordioso". Río es una palabra derivada de la voz latina rivus, rius que significa "arroyo, canal". Seco nace en la voz latina succus y expresa "carente de jugo, de humedad".
Sanctus es una modificación del vocablo sak que genera los sentidos de “honrar, reverenciar, respetar, estimar, venerar, glorificar, hacer inviolable algo por un acto religioso, establecer de una manera inmutable, ordenar, decretar, sancionar”. Es una expresión que antiguamente nombró la acción de teñir con sangre de sacrificio a quienes purificaban sus pecados; esta práctica era llamada santi-santos”.
Solamente en las lenguas romances de la Península Ibérica extiende su sentido, tomando el valor del latín flumen, fluvius, "fluir". También es variante del vocablo ria que significa "puesto de río, encañada de tierra amena, tierra adentro".
La voz rivus es variante del griego ryax-akos, que manifiesta "derrame, desbordamiento, torrente, desagüe", y estas expresiones son derivadas del griego reo, que significa "fluir, gotear, manar, dimanar, derramar, correr, brotar, verter, expresar, decir, hablar, transcurrir, retirar, escurrirse, huir, defender, resguardar".

### Origen / Motivación
El nombre fue dado a la población en memoria de San Juan, quien fue un apostol y se distingue como el discípulo amado de Jesús. En tanto al nombre Ríoseco fue tomado del río que nace en la región y desemboca en el río Magdalena, cerca de Guataquí. También se relacionó en la época de la Conquista con un poblado conocido como Rioseco en Valladolid.

### Nombres históricos
- Capilla de San Vicente de Rioseco (1790)

## Historia
En la época precolombina, el territorio del actual municipio de San Juan de Rioseco estuvo habitado por los indígenas panches, cuyas tierras fueron conquistadas por el capitán español Hernán Venegas Carrillo en 1543.
En 1606 los padres dominicos establecieron la primera doctrina en una hacienda llamada Hato de San Vicente. En 1790 la iglesia de la población era llamada Capilla de San Vicente Ferrer de Rioseco, y estaba a cargo de los padres dominicos. El nombre de San Vicente Ferrer le fue colocado debido a que los dominicos ya se habían establecido antes en Anolaima, y San Vicente Ferrer era el patrono de Anolaima, mientras que el nombre de Rioseco se debió al río que atraviesa aquella región, y que desemboca en el río Magdalena. También se le llamó Rioseco de Bituima, debido a que durante algún tiempo perteneció a la jurisdicción de Bituima.
La Parroquia de San Juan de Rioseco fue creada por orden del virrey Pedro Mendinueta por decreto dado en Santa Fe el 9 de abril de 1801. En 1804 dejó de pertenecer a la Provincia de Tocaima y pasó a ser jurisdicción de Bogotá. Ese año, el virrey nombró como primer alcalde a Luciano Rubio, y como segundo alcalde a Antonio Barragán.

## Geografía

### Límites municipales
San Juan de Rioseco delimita con los siguientes municipios
| Noroeste: Armero ( Tolima) (Río Magdalena) | Norte: Chaguaní | Nordeste: Chaguaní |
| Oeste: Ambalema ( Tolima) (Río Magdalena)  |                 | Este: Vianí        |
| Suroeste: Beltrán (Río Seco)               | Sur: Pulí       | Sureste: Quipile   |

### División político-administrativa
Además de su cabecera municipal, tiene bajo su jurisdicción los centros poblados de Cambao y San Nicolás.
Las veredas que la integran son: Cambao, Capira, El Limón, Loma Larga y Nuquia.

## Economía
San Juan de Rioseco es un municipio que tiene como virtud una geografía que le proporciona diversidad climática (aunque se trata de temperaturas templadas a cálidas), y por lo tanto produce: café, plátano, piña, guayaba, mango, naranja, caucho natural, caña de azúcar y otra cantidad de verduras y frutas propias de un clima de tan especiales y agradables características. Igualmente posee una creciente producción ganadera.

## Movilidad
A San Juan de Rio Seco se llega por la ruta por la Ruta Nacional 45 ya sea desde Flandes al sur pasando por Beltrán hasta el centro poblado del Cambao o bien por el cruce con la 50 cerca de Puerto Bogotá en Guaduas al norte. 
Por Cambao hay una variante que le permite desplazar al oriente hacia el caso urbano sanjuanero que lo conduce además por Vianí, Bituima, Guayabal de Siquima y Albán donde se cruza con la ruta 50A y al occidente por el área rural de Ambalema y las ruinas de Armero hasta la ruta 43.

## Turismo
- Mirador de los Panches
- Cerro de los Tres Pinos
- Reserva natural Cerro El Tavor
- Malecón de Cambao
- Río Magdalena
- Actividades de senderismo
- Observación de fauna y flora
- Mountain bike
- Ferias y fiestas de San Juan, San Nicolás
- Festival de Integración Regional en Cambao

### Sitios de recreación
El municipio cuenta con una de las plazas de toros más bellas y grandes de Cundinamarca. Además existen múltiples sitios para ir a pasear, tanto en las afueras del perímetro urbano, como en sus inspecciones de San Nicolás y Cambao (esta última a orillas del Río Magdalena, en donde se puede practicar la pesca).
Igualmente posee una piscina pública en donde se ofrecen servicios de comestibles y se pueden compartir agradables espacios en un ambiente familiar. 
Las Ferias y Fiestas municipales son celebradas a mitad de año con diversidad de eventos, exposiciones ganaderas y orquestas de importante trayectoria y prestigio.

## Instituciones de educación

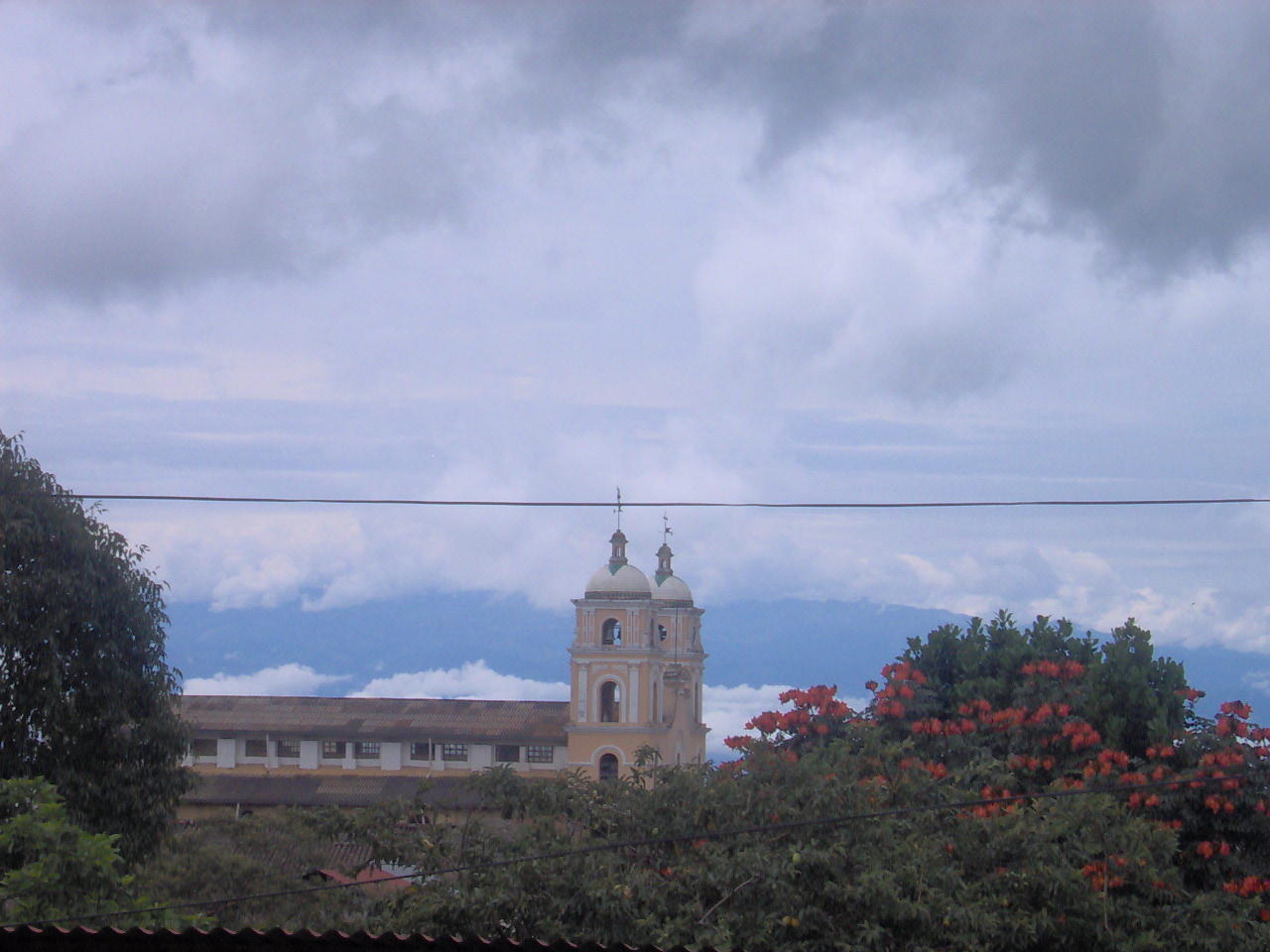
Vista lateral de la iglesia parroquial de San Juan de Rioseco.

- Institución Educativa Departamental San Juan de Rioseco.
- Institución Educativa Departamental Diego Uribe Vargas (Cambao).
- Institución Educativa Rural Departamental Santa Teresa.
- Institución Educativa Rural Departamental Lagunitas y San Nicolás.
- Hogar Infantil Los Maderos.
- Servicio Nacional de Aprendizaje SENA.
- Centro Educativo Nacional de Adultos CENAD.
- Escuela Superior de Administración Pública.
- CERES Educación Superior.

## Servicios públicos
- Energía Eléctrica: Enel, es la empresa prestadora del servicio de energía eléctrica.
- Gas Natural: Alcanos de Colombia es la empresa distribuidora y comercializadora de gas natural en el municipio.